# Aeroportul Michel-Pouliot Gaspé
Aeroportul Michel-Pouliot Gaspé (IATA: YGP, ICAO: CYGP) este un aeroport din Gaspé, La Côte-de-Gaspé⁠(d), Gaspésie–Îles-de-la-Madeleine⁠(d), Provincia Québec, Canada ce deservește zona Gaspé. A fost numit după Michel Pouliot⁠(d).
Situat la o altitudine de 34 m, aeroportul dispune de o singură pistă. Este operat de Gaspé.